# Tunesische voetbalbond
De Fédération Tunisienne de Football (afkorting: FTF) (Arabisch: الجامعة التونسية لكرة القدم) is de Tunesische voetbalbond, opgericht op 29 maart 1957. De bond organiseert het Tunesisch voetbalelftal, Tunesisch vrouwenvoetbalelftal en het professionele voetbal in Tunesië, onder andere het Championnat National Tunisien, de Beker van Tunesië en de Tunesische Supercup.
Het hoofdkantoor van de voetbalbond is gevestigd in de hoofdstad Tunis. De FTF is sinds 1960 aangesloten bij zowel de FIFA als de CAF.